# جوانا هیز
جوانا هیز (انگلیسی: Joanna Hayes؛ زادهٔ ۲۳ دسامبر ۱۹۷۶) یک ورزشکار دو و میدانی اهل ایالات متحده آمریکا است. وی در بازی‌های المپیک تابستانی ۲۰۰۴ در یونان برنده مدال طلای صدمتر با مانع شد.